# جواز سفر بنين
يصدر جواز سفر بنين لمواطني بنين للسفر الدولي.

## المظهر
جواز السفر البنيني العادي يحتوي على 32 صفحة ويتوافق مع معايير الأمان الدولية. غطاء جواز السفر لونه أخضر غامق (زيتوني). يوجد في الجزء الأوسط السفلي شعار الدولة. في الجزء السفلي يوجد جملة «جواز السفر». وفوق الشعار جملة «جمهورية بنين». مدة صلاحية جواز السفر الإلكتروني العادي ست سنوات.

## اللغات
صفحة البيانات والمعلومات مطبوعة باللغة الفرنسية.